# Bayard Forrest
Bayard Forrest (San Jose, 8 luglio 1954) è un ex cestista statunitense, professionista nella NBA.

## Carriera
Venne selezionato dai Phoenix Suns al terzo giro del Draft NBA 1975 (54ª scelta assoluta) e dai Seattle SuperSonics al secondo giro del Draft NBA 1976 (19ª scelta assoluta).